# Thron Ullberg
Thron Lars Krister Ullberg, född 22 juli 1969 i Övertorneå, är en svensk fotograf.
Ullberg är utbildad på ICP i New York och har en fil.kand. i konstvetenskap vid Uppsala universitet. Sedan 1989 har han porträtterat några av Sveriges största kulturpersonligheter, och han har ett 20-tal soloutställningar bakom sig. 2016 tog han hedersporträttet för Nationalmuseum föreställande professor Barbro Osher. Året efter porträtterade han kronprinsessan Victoria för Nationalmusei vänner inför hennes 40-årsdag.

## Representerad vid
- Nationalmuseum[8]
- Abecita Konstmuseum
- Göteborgs Kulturnämnd
- Värmlands museum